# Osteopilus pulchrilineatus
Osteopilus pulchrilineatus är en groddjursart som först beskrevs av Cope 1870.  Osteopilus pulchrilineatus ingår i släktet Osteopilus och familjen lövgrodor. IUCN kategoriserar arten globalt som starkt hotad. Inga underarter finns listade i Catalogue of Life.